# Jared Bush
Jared Earl Bush, född 12 juni 1974 i Gaithersburg i Maryland, är en amerikansk manusförfattare, producent och regissör. Han är mest känd för att ha varit delaktig i arbetet kring Walt Disney Animation Studios-filmerna Zootropolis (2016), Vaiana (2016) och Encanto (2021). Han är också känd för att vara medskapare och exekutiv producent på Disney XD's animerade serie Penn Zero: Hjälte på deltid.

## Filmografi (i urval)

### Filmer
- 2000 – Dolt under ytan
- 2014 – Big Hero 6
- 2016 – Zootropolis
- 2016 – Vaiana
- 2018 – Röjar-Ralf kraschar internet
- 2019 – Frost 2
- 2021 – Raya och den sista draken
- 2021 – Encanto
- 2022 – En annorlunda värld
- 2023 – Önskan
- 2024 – Vaiana 2
- 2025 – Zootropolis 2

### TV-serier
- 2003–2007 – All of Us (TV-serie)
- 2014–2017 – Penn Zero: Hjälte på deltid (TV-serie)